# Codornera
La codornera, la veta, l'anguileta de mar, la cinta, la flàmula, el floc, el fuet, la lligacama o la pixota vermella (i metge en rossellonès) (Cepola macrophthalma ) és una espècie de peix teleosti de la família dels cepòlids i de l'ordre dels perciformes.

## Morfologia
- Pot superar els 50 cm de llargària.
- Cos comprimit, acintat, molt allargat i fi. La seua altura minva cap al peduncle caudal.
- Les escates són petites.
- El cap és petit i rodó.
- La boca és ampla i inclinada.
- Les dents són esmolades i estan corbades cap a l'interior.
- Els ulls són grossos amb un diàmetre d'un terç de la llargària del cap.
- Té una aleta dorsal molt llarga que arriba des del cap fins al peduncle caudal. L'anal també és molt llarga. Tant les pectorals com les pèlviques són petites. La caudal és prima amb els radis filamentosos.
- És de color vermell amb els costats de color groc o taronja. A la part anterior de la dorsal hi ha una taca vermella. Les aletes són rosades.[4][5]

## Reproducció
Es reprodueix durant la primavera i la tardor. Les larves són planctòniques i mentre creixen se'ls allarga el cos.

## Alimentació
Menja petits crustacis, peixets i anèl·lids.

## Depredadors
A Portugal és depredada pel lluç europeu (Merluccius merluccius) i el gall de Sant Pere (Zeus faber), a l'Estat espanyol per la llampuga (Coryphaena hippurus), la rata de mar (Uranoscopus scaber) i la lluerna rossa (Chelidonichthys lucernus), a Itàlia pel capellà (Trisopterus minutus), i a Grècia per Lophius.

## Hàbitat
És bentònic i apareix a partir dels 30 m fins als 200 m de fondària. Viu colgat i en petits grups a fons fangosos i sorrencs. També pot aparèixer a praderies de fanerògames de mar.

## Distribució geogràfica
Es troba des de les Illes Britàniques fins al nord del Senegal, incloent-hi la mar Mediterrània, incloent-hi els Països Catalans.

## Costums
Després d'una gran tempesta s'apropa a la costa. És més actiu al vespre.

## Pesca
És capturat mitjançant bous d'arrossegament.